# 少女世界推理名作選集
少女世界推理名作選集（しょうじょせかいすいりめいさくせんしゅう）は、金の星社より、1962年から1966年にかけて刊行された推理小説の叢書。
B6判、箱入りハードカバー。全30巻。
読者層がそれまでの児童文学叢書で一般的だった「少年少女」「ジュニア」ではなく、「少女」に設定されているのが特徴である。

## 一覧
1. 『少女探偵ナンシー』（The Clue of the Tapping Heels、キーン(Carolyn Keene)、土居耕訳） 1962：少女探偵ナンシー
2. 『秘密の地図』（Beverly Gray on a Treasure Hunt、ブランク(Clair Blank)、岡上鈴江訳） 1962
3. 『六本指の手ぶくろ』（The Six-Fingered Glove Mystery、ジャット(Frances K. Judd)、土居耕訳） 1962：少女探偵 ケイ・トレーシー
4. 『旅行かばんの秘密』（The Voice in the Suitecase、サットン(Margaret Sutton)、塩谷太郎訳） 1962：少女探偵ジュディ
5. 『古い柱時計の秘密』（The Secret of the Old Clock、キーン、谷村まち子訳） 1962：少女探偵ナンシー
6. 『ランプの秘密』（By the Light of the Study Lamp、キーン、山主敏子訳） 1962：少女探偵ナンシー
7. 『鏡の中の顔』（The Clue in Blue、アレン(B. Allen)、村岡みどり訳） 1962
8. 『海辺の殺人』（クリスティ、野長瀬正夫訳） 1962
9. 『少女探偵ナンシーの活躍』（The Sign of the Twisted Candles、キーン、岡上鈴江訳） 1962：少女探偵ナンシー
10. 『のろわれた屋敷』（The Circular Staircase、ラインバード(Mary Roberts Rinehart)、白木茂訳） 1962
11. 『学校殺人事件』（Murder at School、ヒルトン、上笙一郎訳） 1963
12. 『仮装舞踏会の秘密』（The Secret of the Red Scarf、ジャット、土居耕訳） 1963：少女探偵 ケイ・トレーシー
13. 『深夜の追跡』（アイリッシュ、野長瀬正夫訳） 1963
14. 『黒衣の花嫁』（ウールリッチ、伊藤佐喜雄訳） 1963
15. 『緑の屋敷の秘密』（The Mystery at the Moss-Covered Mansion、キーン、塩谷太郎訳） 1962：少女探偵ナンシー
16. 『なぞの美少女』（The Invisible Chimes、サットン、山主敏子訳） 1963：少女探偵ジュディ
17. 『まぼろしの女』（アイリッシュ、伊藤佐喜雄訳） 1964
18. 『ふしぎな山びこ』（The Strange Echo、ジャット、岡上鈴江訳） 1964：少女探偵 ケイ・トレーシー
19. 『宝石盗難事件』（The Mysterious Fireplace、キーン、那須田稔訳） 1964：少女探偵ナンシー
20. 『地下室の秘密』（Seven Strange Clues、サットン、丹野節子訳） 1964：少女探偵ジュディ
21. 『少女誘かい事件』（The Clue in the Patchwork Quilt、サットン、大蔵宏之訳） 1964：少女探偵ジュディ
22. 『ぬすまれた花嫁衣装』（The Secret of the Barred Window、サットン、久米元一訳） 1964：少女探偵ジュディ
23. 『シャドー牧場の秘密』（The Secret of Shadow Ranch、キーン、久米元一訳） 1964：少女探偵ナンシー
24. 『少女探偵ジュディ』（The Vanishing Shadow、サットン、岡上鈴江訳） 1964：少女探偵ジュディ
25. 『白い顔黒い手』（The Mystery of the Ivory Charm、キーン、野長瀬正夫訳） 1965：少女探偵ナンシー
26. 『ハワイの冒険』（The Clue of the Broken Blossom、タサム(Julie Campbell Tatham)、丹野節子訳） 1966：スチュワーデス探偵 ヴィッキー・バー
27. 『スチュアデスの活躍』（The Secret of Magnolia Manor、ウェルズ(Helen Wells)、大蔵敏子訳） 1966：スチュワーデス探偵 ヴィッキー・バー
28. 『屋根裏の幽霊』（The Haunted Attic、サットン、野長瀬正夫訳） 1966：少女探偵ジュディ

## フォア文庫
金の星社フォア文庫から、少女探偵ナンシー・ドルーもの、少女探偵ジュディ・ボルトンもの6編が刊行され、ナンシーもの5編、ジュディもの4編が少女世界推理名作選集から再録されている（下記一覧で◆印のついたものが再録）。

### 少女探偵ナンシー・ドルー
- ◆『少女探偵ナンシー』C141（The Clue of the Tapping Heels） 1998 ISBN：4-323-09003-X
- ◆『ナンシーの活躍』C144（The Sign of the Twisted Candles） 1998 ISBN：4-323-09004-8
- ◆『古い柱時計の秘密』C147（The Secret of the Old Clock） 1998 ISBN：4-323-09005-6
- ◆『緑の屋敷の秘密』C148（The Mystery at the Moss-Covered Mansion） 1999 ISBN：4-323-09006-4
- 『あらしの夜のできごと』C149（The Whispering Statue） 1999 ISBN：4-323-09007-2
- ◆『シャドー牧場の秘密』C150（The Secret of Shadow Ranch）1999 ISBN：4-323-09009-9

### 少女探偵ジュディ・ボルトン
- ◆『少女探偵ジュディ』C151（The Vanishing Shadow） 2000 ISBN：4-323-09010-2
- ◆『なぞの美少女』C153（The Invisible Chimes） 2000 ISBN：4-323-09011-0
- ◆『地下室の秘密』C154（Seven Strange Clues） 2000 ISBN：4-323-09012-9
- 『黄色い幽霊』C156（The Yellow Phantom） 2001 ISBN：4-323-09013-7
- ◆『旅行かばんの秘密』C157（The Voice in the Suitecase） 2001 ISBN：4-323-09014-5
- 『消えたダイヤモンド』C158（The Riddle of the Double Ring）2002 ISBN：4-323-09015-3